# 中华人民共和国电影审查
中华人民共和国电影审查一方面封禁被认为不宜公映的电影，另一方面指示删减电影中当局反对的内容，此外亦在電影拍攝前審視其劇本、指示修改並決定可否拍攝。1949年至2018年3月，由中央政府中主管电影的部局负责。2018年4月至今，改由中共中央宣传部电影局挂名的国家电影局行使此权，更可决定一部电影何时、如何上映。国家电影局为党务机关，不属于亦不受国家机关管辖。

## 概述
广电总局对电影的审查，实际上是通过对电影中某些镜头的删剪，以达到「让所有年龄的观众都可以观赏」的目的。广电总局指，根据《电影管理条例》、《电影剧本（梗概）备案、电影片管理规定》中的有关法规，夹杂淫秽色情、庸俗低级、凶杀、暴力、恐怖、鬼怪、灵异等内容的影片应删剪修改方可在中国内地公映。广电总局从没有对外公布被审查电影的删减部分是哪些。在1998年，当时中国电影集团在引入《泰坦尼克号》时宣称“一刀不剪”，被视为“思想解放”的又一次突破，但在2012年3D版上映时被剪了（也有资料说未被剪的是走私拷贝）。
国家新闻出版广电总局属下的电影审查委员会及电影复审委员会，审查能够在中国大陆放映的电影。电影审查委员会由36人组成，来自各个行业。国务院在2001年12月25日颁发11条《电影管理条例》，影片想要通过审查必须完全遵循这些标准，但11条标准裡其中只有一条是审查颜色深浅、声音录制等影片技术问题，其余都是有关电影内容、意识形态等，如不能泄露国家秘密、危害国家安全或者损害国家荣誉和利益，不能煽动民族仇恨，破坏民族团结，不能宣扬淫秽、赌博、暴力或者教唆犯罪，不能宣扬迷信和邪教等。广电总局声称电影审查委员会、复审委员会的成员是实行聘任制，聘期两年，但其网页上在2007年7月更新过一次名单後便再无下文。
中國大陸過度嚴格的電影審查制度遭到許多電影工作者的詬病，甚至許多中國本地導演的電影，都必須在國內外發行兩種不同版本以通過電檢。有時就算劇本審查通過，電影拍攝完成後還是有可能被禁。
出于商业利益方面的考虑，广电逐渐放宽了对含有色情、暴力、吸毒以及政治敏感内容的电影的审查，尤其是国产影片。然而一些争议性较大的外国影片依然很少能通过审查登陆国内院线。2021年后，随着传统好莱坞大片在国内热度降低，国外R级电影开始作为前者在票房上的替代品受到重视。含有血腥暴力元素的《周处除三害》、《异形：夺命舰》等传统上不会通过审查的电影也被引进内地。
但是在广东省珠三角地区，民众经常前往香港、澳门观看完整版或所谓一刀未剪版电影。

## 历史

### 1923－1949
中国电影审查的开端在1923年7月出现，江苏成立「江苏省教育会电影审阅委员会」。委员会定出电影检查的具体要求，比如必须上报审核，不合格的电影要删改，否则不允许上映等等。然而，由于委员会是民间机构，多是教育界人士，电影厂商没有强制服从的规定，使得电影审查没什么效果:p.7-8。
到了1926年，在杭州电影审查会之后，这是有纪录以来，检查实施程序最具体，也是首次与警察全力合作的电影检查机构。北京政府也于同年成立电影审阅委员会。审查内容包括道德、犯罪等问题，还有有伤风化、阻碍邦交和「辱华」等内容。不过中国政府对各地的管辖权无从限制，电影审查的效果有限:p.7-8。
1930年7月，国民政府在南京成立「电影戏剧审查委员会」。1931年，行政院通过电影检查法。南京政府的教育部和内政部又共同成立电影检查委员会。至此中国各地的检查机构纷纷撤销，形成了全国性的机构。1934年5月，电检会改组成「中央电影检查委员会」，完全成了官方的电影审查机构:p.9-10。
1930年代正值中国民族主义盛行的阶段，中国的爱国情绪强烈，国民党政府对于外国电影的辱华指控时有发生。例如1934年上映的美国电影《不怕死》就被洪深指控贬低华人，并与电影院的经理发生纠纷。不怕死最终被国民党政府禁映:p.9-10。
除了犯罪、辱华之外，色情也是被禁内容之一。在1932年颁布的《电影检查法执行纲要》便有模糊暧昧的规定：表现淫秽不贞之行为；描写对异性使用计谋或暴力满足淫欲者；直接或间接描写乱伦通奸者；妇女以不正常方式脱衣裸体者；表现妇女生产或堕胎者，全部都是禁止事项:p.9-10。

### 1949—1988
1949年，中华人民共和国中央人民政府建立。主管电影的部门从「中国共产党中央宣传局」转为「中央人民政府文化部」主导。1954年，改称「文化部电影事业管理局」。在文化大革命期间，电影工作陷入了停摆:p.23-24。
1980年代，录像带和电视渐渐引进中国。国务院的「广播电视部」主导审查工作。1986年，电影主管的部门从文化部改成广播电视部，呈现多头管理的混乱模式:p.23-24。
1987年国务院拟将广播、电影、电视产业集中管理，打算立法却遇到政治动荡短暂中断:p.29。

### 1993—2017
1993年，电影条例的初步草案送交中国各地的制片厂征求意见，国务院法制局协调中宣部、文化部、财政部、新闻出版署等部门对送审稿反复修改。1996年5月，经过数次的讨论，国家广播电视总局（简称「广电部」或「广电总局」）的电影条例确定由国务院发布，5月29日国务院常务会议通过《电影管理条例》，自1996年7月1日实施。然而，1996年的电影条例很快跟不上电影业的发展，而且中国积极寻求加入WTO以便符合对外开放的政策。至此广电部研拟新版草案，并在2001年12月25日由国务院常务会议通过修订案，发布新版的《电影管理条例》，自2002年2月1日起实施，同时废除1996年版本:p.29-30。
2001年的条例已经要求制片厂在准备制作时进行自我审查，且剧本自审过后还要送交广电总局备案。电影拍摄完成或者进口外国电影都必须送审，通过后才发给《电影片公映许可证》:p.58-59。 
2006年4月3日广电总局在局务会议上自行通过了《电影剧本（梗概）备案、电影片管理规定》，其中对电影的审查范围於管理规定第十三条及第十四条：
- 第十三条  电影片禁止载有下列内容：

1. 违反宪法确定的基本原则的；
2. 危害国家统一、主权和领土完整的；
3. 泄露国家秘密，危害国家安全，损害国家荣誉和利益的；
4. 煽动民族仇恨、民族歧视，破坏民族团结，侵害民族风俗、习惯的；
5. 违背国家宗教政策，宣扬邪教、迷信的；
6. 扰乱社会秩序，破坏社会稳定的；
7. 宣扬淫秽、赌博、暴力、教唆犯罪的；
8. 侮辱或者诽谤他人，侵害他人合法权益的；
9. 危害社会公德，诋毁民族优秀文化的；
10. 有国家法律、法规禁止的其他内容的。

- 第十四条  电影片有下列情形，应删剪修改：

1. 曲解中华文明和中国历史，严重违背历史史实；曲解他国历史，不尊重他国文明和风俗习惯；贬损革命领袖、英雄人物、重要历史人物形象；篡改中外名著及名著中重要人物形象的；
2. 恶意贬损人民军队、武装警察、公安和司法形象的；
3. 夹杂淫秽色情和庸俗低级内容，展现强奸、卖淫、嫖娼、性行为、性变态（其中同性恋和自慰两项在广电总局网站後来被删除，但在新华社网站仍然可以见到[12]）等情节及男女性器官等其他隐秘部位；夹杂肮脏低俗的台词、歌曲、背景音乐及声音效果等；
4. 夹杂凶杀、暴力、恐怖内容，颠倒真假、善恶、美丑的价值取向，混淆正义与非正义的基本性质；刻意表现违法犯罪嚣张气焰，具体展示犯罪行为细节，暴露特殊侦查手段；有强烈刺激性的凶杀、血腥、暴力、吸毒、赌博等情节；有虐待俘虏、刑讯逼供罪犯或犯罪嫌疑人等情节；有过度惊吓恐怖的画面、台词、背景音乐及声音效果；
5. 宣扬消极、颓废的人生观、世界观和价值观，刻意渲染、夸大民族愚昧落后或社会阴暗面的；
6. 鼓吹宗教极端主义，挑起各宗教、教派之间，信教与不信教群众之间的矛盾和冲突，伤害群众感情的；
7. 宣扬破坏生态环境，虐待动物，捕杀、食用国家保护类动物的；
8. 过分表现酗酒、吸烟及其他陋习的；
9. 违背相关法律、法规精神的。[13]

2015年后，中国加强对电影立法的管制标准。2015年10月12日，全国人大教科文卫委员会在全国人大常委会就国务院提出的草案审议。经过三次审议，2016年10月，第十二届人大常委会确定可进行一次修改后通过。2016年11月3日，召开会议进行总结。《电影产业促进法》的通过越来越近:p.76-82。
2017年1月，广电总局向中国各地的直属单位下发宣传题纲的通知。3月1日，《电影产业促进法》正式实施:p.84。
《中华人民共和国电影产业促进法》第十六条规定，涉及以下情节的电影将会遭到封禁：
（一）违反宪法确定的基本原则，煽动抗拒或者破坏宪法、法律、行政法规实施；
（二）危害国家统一、主权和领土完整，泄露国家秘密，危害国家安全，损害国家尊严、荣誉和利益，宣扬恐怖主义、极端主义；
（三）诋毁民族优秀文化传统，煽动民族仇恨、民族歧视，侵害民族风俗习惯，歪曲民族历史或者民族历史人物，伤害民族感情，破坏民族团结；
（四）煽动破坏国家宗教政策，宣扬邪教、迷信；
（五）危害社会公德，扰乱社会秩序，破坏社会稳定，宣扬淫秽、赌博、吸毒，渲染暴力、恐怖，教唆犯罪或者传授犯罪方法；
（六）侵害未成年人合法权益或者损害未成年人身心健康；
（七）侮辱、诽谤他人或者散布他人隐私，侵害他人合法权益；
（八）法律、行政法规禁止的其他内容。

### 2018—现今
2018年3月，中国共产党中央委员会决定由其宣传部集中管理电影，将专责从国家新闻出版广电总局改成新部门，後者更名为国家广播电视总局。2018年4月，中宣部正式加挂国家电影局的牌子。
由于中印边境冲突以及COVID-19 大流行的影响，印度电影在2020年和2021年实际上被禁止在中国上映。
2021年6月11日，香港特区政府宣布，自当日起，将根据香港国安法的要求开始对电影进行审查，使其更加与全国接轨。
2023年6月28日，美國國防部宣佈禁止向計劃接受中國電影審查要求或可能接受審查的電影製作人提供任何協助。

## 对外国电影的配额
中国审查部门对外片的进口限制也受到来自美国的压力:p.67-68，而且中国在后冷战时代的地位必须得到美国的承认。1999年，中美就加入WTO入会达成双边协议，除了美国之外的各国全都反对将影视产品放进WTO的關稅暨貿易總協定。不过在好莱坞的游说团体推动下，中国既不完全服从也不能无视这条规则，于是中国按照中美协议的规定增加外国电影的配额。然而就在中美可望达成协议之前却发生了美军轰炸中国驻南斯拉夫大使馆事件，导致美国电影在中国被禁映5个月:p.53-55。
2012年2月，中美两国在1999年协议的基础上，签署《中美双方就解决WTO电影相关问题的谅解备忘录》（简称中美电影协议）。主要内容有20部好莱坞电影的进口配额可不变，另外增加14部商业电影（3D 或 IMAX）:p.67-68。 
电影产业促进法的通过是中国反WTO诉讼的原因。早在2007年4月，美国要求中国解除对进口电影、音乐、书籍等限制。协商未果之后，美国向WTO要求成立贸易争端解决小组。小组在2009年提出报告判定美国胜诉。2009年12月，上诉机构维持原判，认定中国的限制措施确实违反WTO成员国的相关义务，且无法以保护公共道德为由将其行为正当化。也就是说，中国确实违规限制美国的娱乐产品。而中国以保护公民为由特别是未成年人远离色情等有害信息的上诉理由没有被接受。另有BBC报道指出，中国如未在两年内改变现有作法，美国有权要求WTO授权向中国实施贸易制裁:p.67-68。

## 影響
常規的電影審查束縛廣大“人民群衆”，但無法干涉中共“幹部”及極少數特定人群觀賞内参片。“内部參考片”為未公映或不准公映的境外電影，正如内參文件一般，分級別向相應官階軍銜的“幹部”供應，有的可在幹部大院放映，有的僅供中共中央個別高官，成爲一種特供。文化大革命期間，大衆只能看到八個样板戏和幾部阿尔巴尼亚、北韓的電影；與此相對，内參片在當時數量龐大。